# Gabriel Migliónico
Gabriel Maximiliano Migliónico Torres (Buenos Aires, Argentina, 20 de enero de 1978) es un exfutbolista argentino-uruguayo. Jugaba de delantero y militó en diversos clubes de Uruguay, Argentina, Chile y Perú. Su hermano Leonardo Migliónico desarrolla la mayor parte de su carrera en Argentina e Italia.

## Actualmente
Tiene una agencia de jugadores que se llama GSC Latinoamérica, que ayuda a los jóvenes que representa a no cometer errores en sus comienzos en el fútbol.

## Clubes
| Club                        | País      | Año       |
| --------------------------- | --------- | --------- |
| Danubio                     | Uruguay   | 1996-2000 |
| Fénix                       | Uruguay   | 2000-2001 |
| Colón de Santa Fe           | Argentina | 2001-2005 |
| Fénix                       | Uruguay   | 2005-2006 |
| Ñublense                    | Chile     | 2007      |
| Unión de Sunchales          | Argentina | 2008-2009 |
| Colegio Nacional de Iquitos | Perú      | 2010-2011 |